# Kaunas
Kaunas este un oraș din Lituania, reședința județului Kaunas. Este al doilea cel mai mare oraș ca și populație, după capitala Vilnius. 

## Etimologie
Numele orașului provine cel mai probabil de la un prenume, originea sa fiind totuși vagă.
Înainte ca Lituania sa își recapete independența, orașul era cunoscut fie sub numele său originar slavic Kovno, sau denumirile poloneze de Kowno sau belaruse de Kowna.

## Monumente
- Cetatea Kaunas

## Personalități născute aici
- Klara Zamenhof (1863 - 1924), soția lui Ludovic Zamenhof;
- Hermann Minkowski (1864 - 1909), matematician german-evreu;
- Emma Goldman (1869 - 1940), militantă anarhistă americană;
- Nikolai Ejov (1895 - 1940), om de stat sovietic;
- Zinovie Siderski (1897 - 1938), politician sovietic;
- Elena Spirgevičiūtė (1924 - 1944), Erou al Uniunii Sovietice;
- Edvardas Gudavičius (1929 - 2020), istoric lituanian;
- Kazimieras Motieka (1929 - 2021), politician lituanian;
- Vytautas Landsbergis (n. 1932), fost președinte al Lituaniei;
- Ričardas Tamulis (1938 - 2008), pugilist;
- Czesław Kwieciński (n. 1943), luptător;
- Arūnas Degutis (n. 1958), om politic, europarlamentar;
- Šarūnas Nakas (n. 1962), compozitor;
- Gintautas Umaras (n. 1963), ciclist;
- Valdas Ivanauskas (n. 1966), fotbalist, antrenor;
- Jolanta Dičkutė (n. 1970), politiciană;
- Mindaugas Mizgaitis (1979), luptător;
- Salomėja Zaksaitė (n. 1985), șahistă lituaniană;
- Airinė Palšytė (n. 1992), atletă;
- Rūta Meilutytė (n. 1997), înotătoare lituaniană.

## Orașe înfrățite
- Cava de' Tirreni - Italia